# Реверс (сторона монеты)
Ре́верс (от лат. revertor — поворачиваю назад) — оборотная сторона монеты или медали, противоположная аверсу.

## Правила определения реверса
В специальной литературе нет единого мнения относительно правил установления лицевой и обратной стороны. Во многих странах существуют свои собственные правила определения сторон монеты. При затруднении в определении реверса следует руководствоваться мнением национальных каталогов страны-эмитента, выпустившей монету. Реверсом может считаться сторона с номиналом монеты, хотя бывает, когда сторона с номиналом является аверсом. Реверс не тождественен решке.
Государственный герб изображается на реверсе только в том случае, когда на аверсе изображён здравствующий монарх; в противном случае герб помещается на аверсе. В случаях, когда изображение монеты не несёт ни портрета монарха, ни государственного герба (например, все современные российские монеты, поскольку изображение двуглавого орла на монетах рублёвых номиналов не тождественно государственному гербу), реверсом принято считать сторону противоположную стороне с указанием банка эмитента выпустившего монету, то есть стороне с надписью Банк России.
На реверсе обычно изображаются основные персонажи, даты, события, которым посвящена данная юбилейная либо коллекционная монета.